# Хирль, Константин

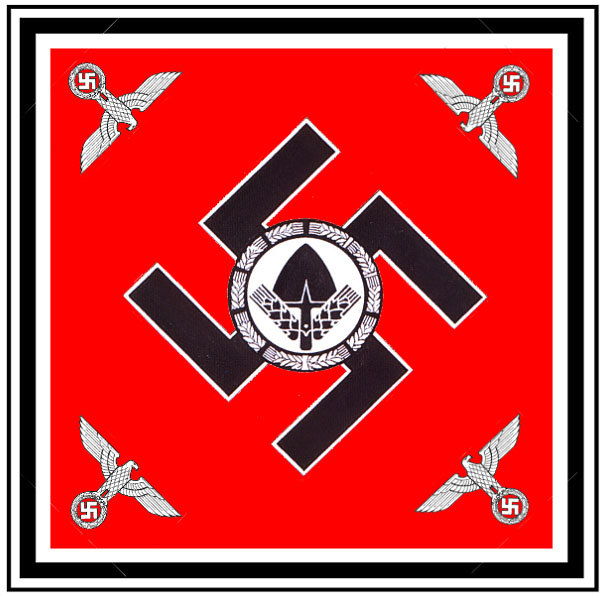
Должностной флаг рейхсарбайтсфюрера К. Хирля 1935—1945

Константин Хирль (нем. Konstantin Hierl; 24 февраля 1875, Парсберг — 23 сентября 1955, Гейдельберг) — один из крупнейших деятелей нацистской Германии, группенфюрер СА (18 декабря 1931), рейхсарбайтсфюрер с 1935 года (глава Имперской трудовой службы, RAD) и один из ближайших соратников Гитлера ещё до его прихода к власти.

## Биография
Служил в кайзеровской армии, затем в рейхсвере. В 1919 году майор Хирль направил своего подчинённого Гитлера на собрание Германской рабочей партии. Гитлер вступил в эту организацию, и под его руководством она вскоре превратилась во всем известную НСДАП.
5 июня 1931 Хирль возглавил Добровольную трудовую службу — существовавшую при поддержке государства организацию, обслуживающую крупные строительные и сельскохозяйственные проекты и мобилизовывавшую для этого сезонных работников. Во времена Великой депрессии, ввиду наличия большого количества безработных, организация приобрела огромное влияние. В это время Хирль уже был высокопоставленным функционером НСДАП и использовал своё влияние в целях своей партии. В 1933 организация была переименована в Национал-социалистическую трудовую службу (Nationalsozialistischer Arbeitsdienst, NSAD), а в 1934 — в Имперскую трудовую службу (Reichsarbeitsdienst, RAD). Хирль возглавлял эту службу до самого конца Третьего рейха.

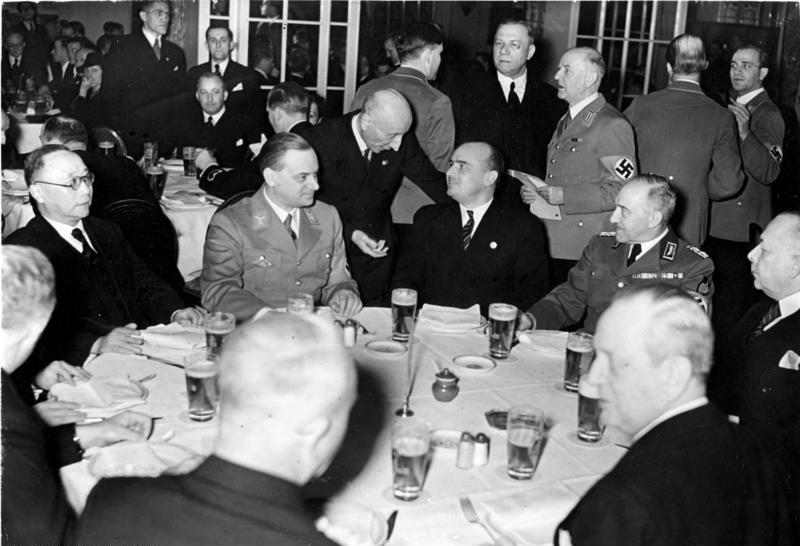
Хирль (справа) с Альфредом Розенбергом и Гансом Франком на дипломатическом приеме, Берлин, февраль 1939 года

В 1936 году Хирль получил звание рейхсляйтера НСДАП, в 1943 году — имперский министр без портфеля. 24 февраля 1945 к 70-летнему юбилею получил высшую награду — Германский орден.
Осуждён после войны, отбыл несколько лет в трудовом лагере, имущество было конфисковано. После того, как с него был снят запрет на публикации, опубликовал философское сочинение «Мысли за колючей проволокой» (Gedanken hinter Stacheldraht, 1953) и мемуары «На службе Германского государства», которые подверглись критике за пропаганду превосходства немецкой нации.
Был дважды женат; первая жена — Эфросина Глосс, вторая — актриса Вера Хартегг. Оба брака остались бездетными. Происхождение Веры Хартегг (настоящая фамилия Вайс) было сомнительным (она была рождена вне брака, и хотя оба её биологических родителя были «арийцами», документированная легенда о её происхождении была скандальной ввиду множества неправдоподобных деталей), поэтому брак с высокопоставленным чиновником рейха, входившим в ближайший круг сотрудников Гитлера, позволил ей избежать дискриминации в высшем обществе.

## Награды
- Железный крест (1914) 2-го и 1-го класса (Королевство Пруссия)
- Королевский орден Дома Гогенцоллернов рыцарский крест с мечами (Королевство Пруссия)
- Орден «За военные заслуги» 3-го класса с мечами (Королевство Бавария)
- Почётный крест ветерана войны с мечами (1934)
- Крест военных заслуг 2-й и 1-й степени с мечами
- Золотой партийный знак НСДАП
- Медаль За выслугу лет в НСДАП в бронзе и серебре
- Золотой Германский орден (24 февраля 1945)